# Топонимия Беларуси

Административное деление Белоруссии

Топонимия Беларуси — совокупность географических названий, включающая наименования природных и культурных объектов на территории Беларуси. Структура и состав топонимии страны обусловлены её географическим положением, этническим составом населения и богатой историей.

## Название страны
Название «Беларусь», как и «Белоруссия», происходит от словосочетания Белая Русь (лат. Russia Alba, лат. Ruthenia Alba), вошедшего в западноевропейскую картографическую и географическую традицию с XVI века, при этом восточнославянские территории подразделялись на области с «колористическими» хоронимами: Белая, Красная и Чёрная Русь; к этому цветовому делению также добавлялось деление на Великую и Малую Русь, заимствованное из византийской традиции. Окончательное закрепление за территорией нынешнего белорусского государства топонима «Белая Русь» и прекращение синонимического употребления хоронима «Чёрная Русь» произошло в XVIII веке.
Термин «Белоруссия» используется в русском языке со второй половины XVIII века, в частности он используется в «Новом и полном географическом словаре Российского государства» (1788).
В XX веке при формировании белорусской государственности возникали следующие названия государства:
- Белорусская народная республика (март — декабрь 1918 года)[3][4];
- Литовско-Белорусская Советская Социалистическая Республика (февраль — июль 1919 года);
- Советская Социалистическая Республика Белоруссия (январь — февраль 1919 и июль 1920 — декабрь 1922 года);
- Белорусская Советская Социалистическая Республика (БССР). Последнее наименование использовалось в период с 30 декабря 1922 по 19 сентября 1991 года (не считая перемены мест второго и третьего слов в 1936 году).

19 сентября 1991 года БССР информировала ООН об изменении её названия на «Беларусь». Основанием стал принятый в этот же день закон № 1085-XII «О названии Белорусской Советской Социалистической Республики». В этом законе Верховный Совет постановил: «Белорусскую Советскую Социалистическую Республику впредь называть „Республика Беларусь“, а в сокращённых и составных названиях — „Беларусь“. Установить, что эти названия транслитерируются на другие языки в соответствии с белорусским звучанием». Это породило длительную и, по сути дела, не завершённую до настоящего времени дискуссию о правильной форме именования государства на русском языке.

## Формирование и состав топонимии
Наряду со славянской топонимией в Белоруссии есть балтийские, прибалтийско-финские и тюркские элементы. По оценке В. А. Жучкевича, в Белоруссии можно выделить несколько топонимических пластов: на северо-западе три пласта — древнейший (предполагаемый), прибалтийско-финский, гибридный, затем балтийский и верхний, славянский; в средней части Белоруссии два пласта — древний, балтийский (неизвестный балтийский язык) и новый, славянский; в южной части страны — единственный, славянский топонимический пласт.
На базе вышеуказанных пластов Жучкевич выделяет следующие топонимические районы страны:
1. среднее и западное Полесье с архаической славянской топонимией, балтийских названий нет;
2. восточное Полесье с широким распространением более новых названий с суффиксом -ка и многочисленными будами, балтийских названий нет;
3. белорусское Верхнее Поднепровье с редкими балтийскими гидронимами и славянской топонимией поселений;
4. средняя часть республики с весьма сложной топонимией, отразившей в себе процесс длительных славянско-балтийских контактов;
5. север Белоруссии с сочетанием балтийских н славянских гидронимов, слабо выраженными прибалтийско-финскими реликтами;
6. северо-западный пограничный с Литвой район с ясным балтийским топонимическим пластом[9].

В целом на территории Белоруссии преобладают топонимы славянского происхождения (около 82 %), порядка 3 % составляют названия явно неславянского происхождения (как правило, балтийские) и до 15 % — неясного происхождения, вероятно, трансформированные славянские и немногочисленные балтийские. В северо-западной пограничной полосе процент балтийских названий увеличивается местами до 35—38 %, а в Полесье снижается до нуля. Среди названий поселений особенно часто встречаются наименования с основой буда: Буда-Кошелево, Жгунская Буда, Киселева Буда, Шереховская Буда, Лисова Буда, Головчицкая Буда и др. Когда-то «будами» назывались небольшие строения вдали от села, предназначенные для неземледельческих целей, например для выжигания поташа, смолокурения, выработки дёгтя, разработки и выжига извести и т. д. В разговорной речи слово буда употреблялось ещё в начале XX века в смысле «постройка», «строение», до сих пор иногда встречается уменьшительная форма «будка» в смысле сторожевого строения у железной дороги.
По оценке Жучкевича, в Белоруссии наблюдаются различия между происхождением и составом гидронимии и ойконимии: если ойконимы в большинстве своём понятны, то интерпретировать гидронимы значительно труднее. Это объясняется тем, что значительная часть гидронимов либо происходит от балтийских корней слов, либо включает в себя полузабытые местные термины, и, помимо того, местная гидронимия сильно трансформирована. В ойконимии же преобладает несколько топонимических моделей. Так, наряду с относительно новыми моделями на -ка (Каменка (61 населённый пункт), Борщёвка (6 населённых пунктов)), -ово/-ево (Брилёво, Толмачёво (2 населённых пункта)), -щина (Полесовщина, Барановщина), -ище (Пунище (6 населённых пунктов), Осетище) и др. здесь удерживались древнейшие топонимические типы: 1) форманты на -ля (ль), образующие сборные понятия обстоятельства места: Бегомля (Бегомль), Лукомля (Лукомль), Житомля (Житомль) и др.; 2) типы, обобщающие по смысловым категориям, близкие к формантам -ея: Весея, Лидея, Басея, Добея и др.; 3) типы сборности на -еж (-иж, -уж) и близкие к ним: Любуж, Мстиж, Повянуж(ш), Чертяж и др.; 4) типы топонимических сокращений (предшественников -ка): Любча (3 населённых пункта), Седча, Дрехча, Обча (2 населённых пункта), Кветча и др..
Топонимия Белоруссии уже давно прошла «речную стадию называния»; многие гидронимы исчезли в далёком прошлом и запечатлены только в названиях отдельных сёл, получивших от них свои имена. Происходил интересный процесс: небольшие речки, носившие балтийские названия, утратили их, поскольку потеряли значение сами речки, но поселения остались, и роль многих из них возросла, поэтому наименования некоторых поселений сохранили в себе древние дославянские названия речек
(нынешних Каменок, Рыбчанок, Песчанок, имевших ранее другие названия). Таким образом, «балтийские» названия поселений не всегда могут свидетельствовать о балтийском происхождении их основателей. При этом взаимосвязи между гидронимами и ойконимами здесь довольно сложны: многие города были названы ещё в «речную стадию называния» и носят имена рек; для них характерен суффикс -ск (Витебск, Чечерск, Пинск, Одельск, Полоцк, Друцк и др‚); позднее же происходил обратный процесс: многие незначительные реки получили вместо забытых новые имена от названий поселений: Червенка от Червеня, Весейка от Весеи, Брагинка от Брагина и т. д. Нетрудно заметить интересную закономерность: в местах недавнего заселения названия малых рек сохранились лучше и нередко донесли до наших дней свои древние имена.
В северо-западной части Белоруссии, где названий балтийского происхождения 6ольше всего, наблюдался процесс постепенной ассимиляции балтийского населения славянскими народами. Балтийские названия располагаются здесь отдельными ареалами, примерами могут служить:
- районы к северо—западу от Борисова и к юго—западу от Березинского заповедника в радиусе 80—100 км;
- крайний северо-запад Гомельской и юго-запад Могилёвской области в радиусе около 30—60 км вокруг Кличева;
- районы Слуцк—Копыль и Талька—Шацк;
- район Ошмяны — Крево — Юратишки — Лида — Бенякони вокруг выступа Литвы.

Наряду с литовскими можно указать и районы древнейшего славянского населения: верховья Вилии от истоков до устья Уши; верховья Немана от Песочного и Могильно к Столбцам; по Западной Двине примерно до Дисны к югу до Лепеля, Лукомля и Череи; нижняя Березина от Парич и до Днепра и к югу от Сведи, Ведричи на запад до Птичи; средняя Березина от Борисова до Березино и затем по рекам Бобр, Уша́ и Уса до Червеня.

## Топонимическая политика
Вопросами топонимической политики в Белоруссии занимается Топонимическая комиссия при Совете министров Республики Беларусь. Порядок присвоения наименований географическим объектам Белоруссии и их переименования устанавливается Законом Республики Беларусь «О наименованиях географических объектов» от 16 ноября 2010 г. № 190-З.